# کریس زیمرمن
کریس زیمرمن (انگلیسی: Kris Zimmerman؛ زادهٔ ۱۲ دسامبر ۱۹۵۸) صداپیشه اهل ایالات متحده آمریکا است. وی از سال ۱۹۸۶ میلادی تاکنون مشغول فعالیت بوده‌است. او برای فعالیت خود در مجموعه بازی متال گیر شناخته‌ شده‌است.